# Telipna transverstigma
Telipna transverstigma är en fjärilsart som beskrevs av Druce 1910. Telipna transverstigma ingår i släktet Telipna och familjen juvelvingar. Inga underarter finns listade i Catalogue of Life.